# ポルティモア男爵
ポルティモア男爵（英: Baron Poltimore）は、イギリスの貴族、男爵、連合王国貴族爵位。デヴォンの地主ジョージ・バンプフィールドが1831年に叙位されたことに始まる。

## 歴史

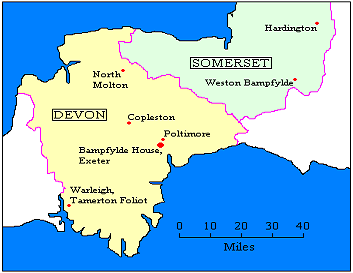
バンプフィールド家はコーンウォールと隣り合うデヴォン地方、ポルティモアを領した。

バンプフィールド家はデヴォン地方の地主で、14世紀初頭にはエクセター近郊にポルティモア荘園を得ていたとされる。その係累サー・ジョン・バンプフィールドはペンリン選挙区選出の庶民院議員を務めたのち、1641年にイングランド準男爵位の（デヴォン州ポルティモアの）準男爵(Baronet, of Poltimore in the County of Devon)を授けられている。
その子の2代準男爵コープルストンは熱心な王党派で、イングランド内戦期のランプ議会に対する諫言にも加わっている。彼は庶民院議員を三度務めており、以降の歴代当主（3代準男爵-5代準男爵）もエクセター選挙区から庶民院議員を務め続けた。
他方、5代準男爵チャールズの代にバンプフィールド家に悲劇が襲った。同家の元使用人が5代準男爵をピストルで狙撃し、これがもとで亡くなるという事件が起きている。そのため、長男ジョージが準男爵位を継承した。
その6代準男爵ジョージは、1831年に連合王国貴族のデヴォン州ポルティモアのポルティモア男爵(Baron Poltimore, of Poltimore in the County of Devon)に叙されて貴族に昇った。

以降、直系男子による継承が続いており、来孫にあたる7代男爵マークが男爵家現当主である。
なお男爵家の名前を刻むものとして、サラ・バンプフィールド男爵夫人（2代男爵オーガスタスの妻）の所有したアクセサリー『ポルティモア・ティアラ(Poltimore Tiara)』がある。ポルティモア・ティアラはサラ夫人の手を離れたのち、イギリス王室のマーガレット王女の所有となったことで知られる。王女が亡くなるとオークションに掛けられて、920,000￡（日本円：1億6,700万円）で落札された。

## 現当主の保有爵位
現当主の第7代ポルティモア男爵マーク・バンプフィールドは以下の爵位を有する。
- 第7代デヴォン州ポルティモアのポルティモア男爵(7th Baron Poltimore, of Poltimore in the County of Devon) 
（1831年9月10日の勅許状による連合王国貴族爵位）
- 第12代（デヴォン州ポルティモアの）準男爵(12th Baronet, of Poltimore in the County of Devon)
 （1641年7月14日の勅許状によるイングランド準男爵位）

## 一覧

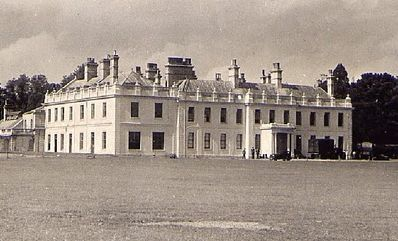
男爵家の旧邸宅ポルティモア・ハウス

### ポルティモアのバンプフィールド準男爵（1641年）
- 初代準男爵サー・ジョン・バンプフィールド（英語版）（1610 -1650）
- 第2代準男爵サー・コープルストン・バンプフィールド（英語版）（1633-1692）
- 第3代準男爵サー・コープルストン・バンプフィールド（英語版）（1689 - 1727）
- 第4代準男爵サー・リチャード・バンプフィールド（英語版）（1722 - 1776）
- 第5代準男爵サー・チャールズ・バンプフィールド（英語版）（1757 - 1823）
- 第6代準男爵サー・ジョージ・バンプフィールド（英語版）（1786-1858）

### ポルティモア男爵（1831年）
- 初代ポルティモア男爵ジョージ・バンプフィールド（英語版）（1786-1858）

- 第2代ポルティモア男爵オーガスタス・フレデリック・ジョージ・ウォリック・バンプフィールド（英語版） (1837–1908)
- 第3代ポルティモア男爵コープルストン・リチャード・ジョージ・ウォリック・バンプフィールド (1859–1918)
- 第4代ポルティモア男爵ジョージ・ウェントワース・ウォリック・バンプフィールド（英語版） (1882–1965)
  - コープルストン・ジョン・ド・グレイ・ウォリック・バンプフィールド閣下 (1914–1936)
- 第5代ポルティモア男爵アーサー・ブラケット・ウォリック・バンプフィールド (1883–1967)
- 第6代ポルティモア男爵ヒュー・ド・バラ・ウォリック・バンプフィールド (1888–1978)
  - アンソニー・ジェラード・ヒュー・バンプフィールド閣下 (1920–1969)
- 第7代ポルティモア男爵マーク・コープルストン・バンプフィールド (1957- )

爵位の法定推定相続人は、現当主の息子ヘンリー・アンソニー・ウォリック・バンプフィールド閣下 (1985- )